# 圣多明我圣殿 (阿雷佐)
圣多明我圣殿（Basilica di San Domenico）是意大利 托斯卡纳阿雷佐的一座中世纪教堂，供奉多明我。该堂以藏有契马布埃所绘的《十字架受难图》（1265年）著称。

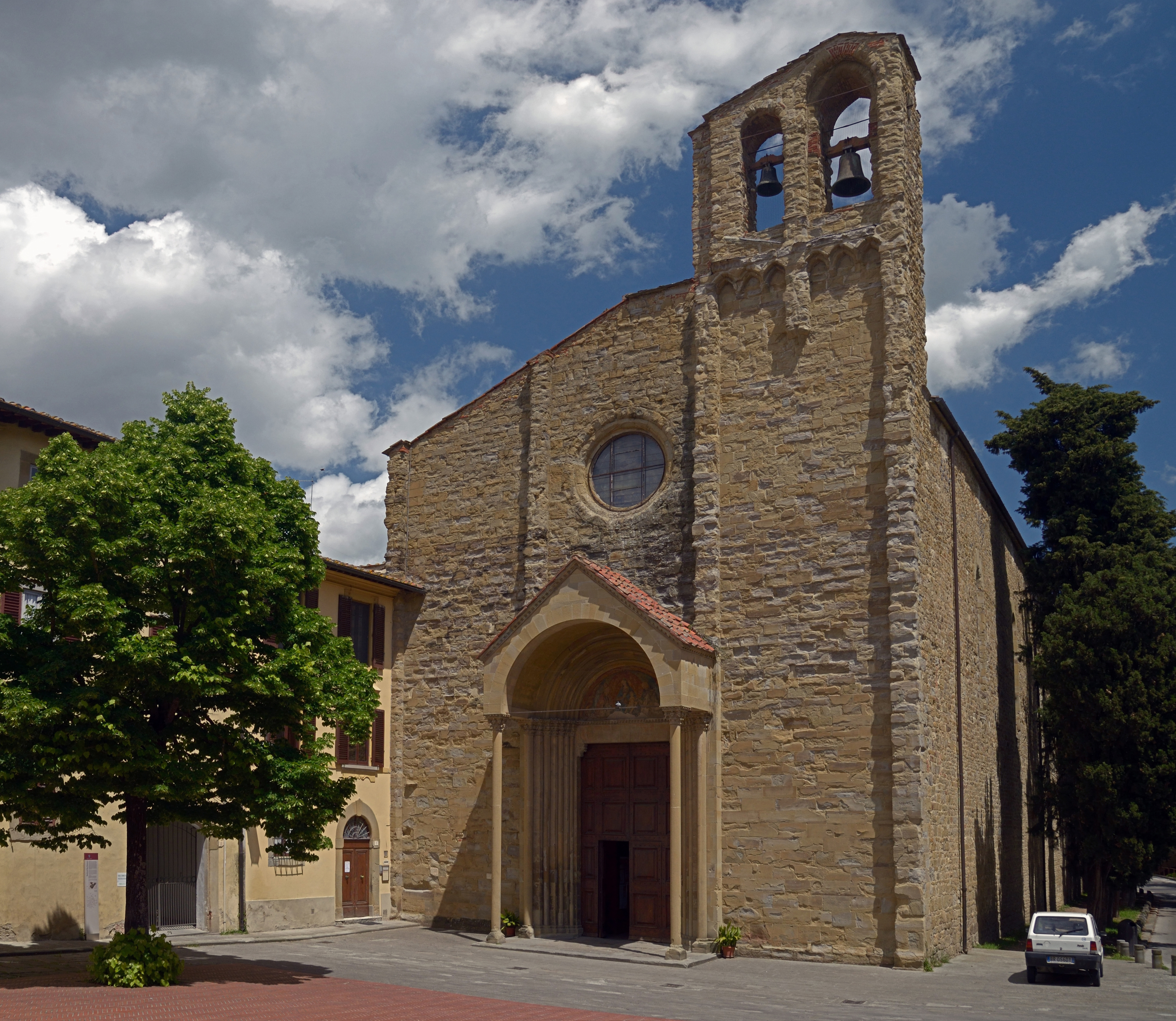

该堂始建于1275年，完成于13世纪。它的外观建筑风格是托斯卡纳哥特式。堂内有斯皮内洛·阿雷蒂诺的壁画《圣斐理伯、小雅各伯和加大肋纳的生平》（1395至1400年），帕里斯皮内洛的《十字架受难和三位圣人》。
在哥特式的 Dragondelli 小堂内，有乔万尼·弗朗切斯科的祭台（1368年），和格雷戈里和阿雷佐的多纳托的壁画《耶稣在文士中间》。
43°28′09″N 11°52′55″E / 43.4691°N 11.8820°E

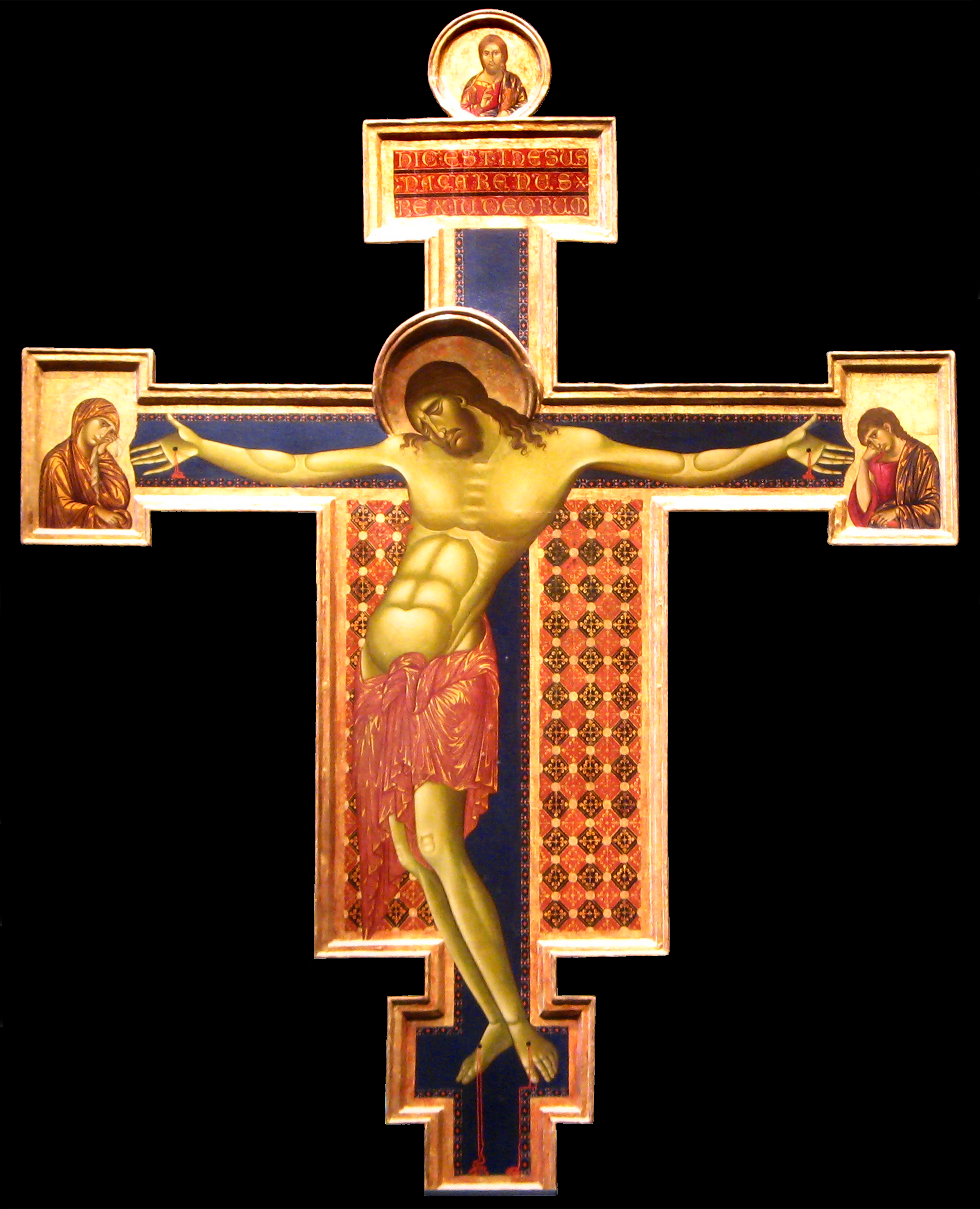
契马布埃的十字架（细节）
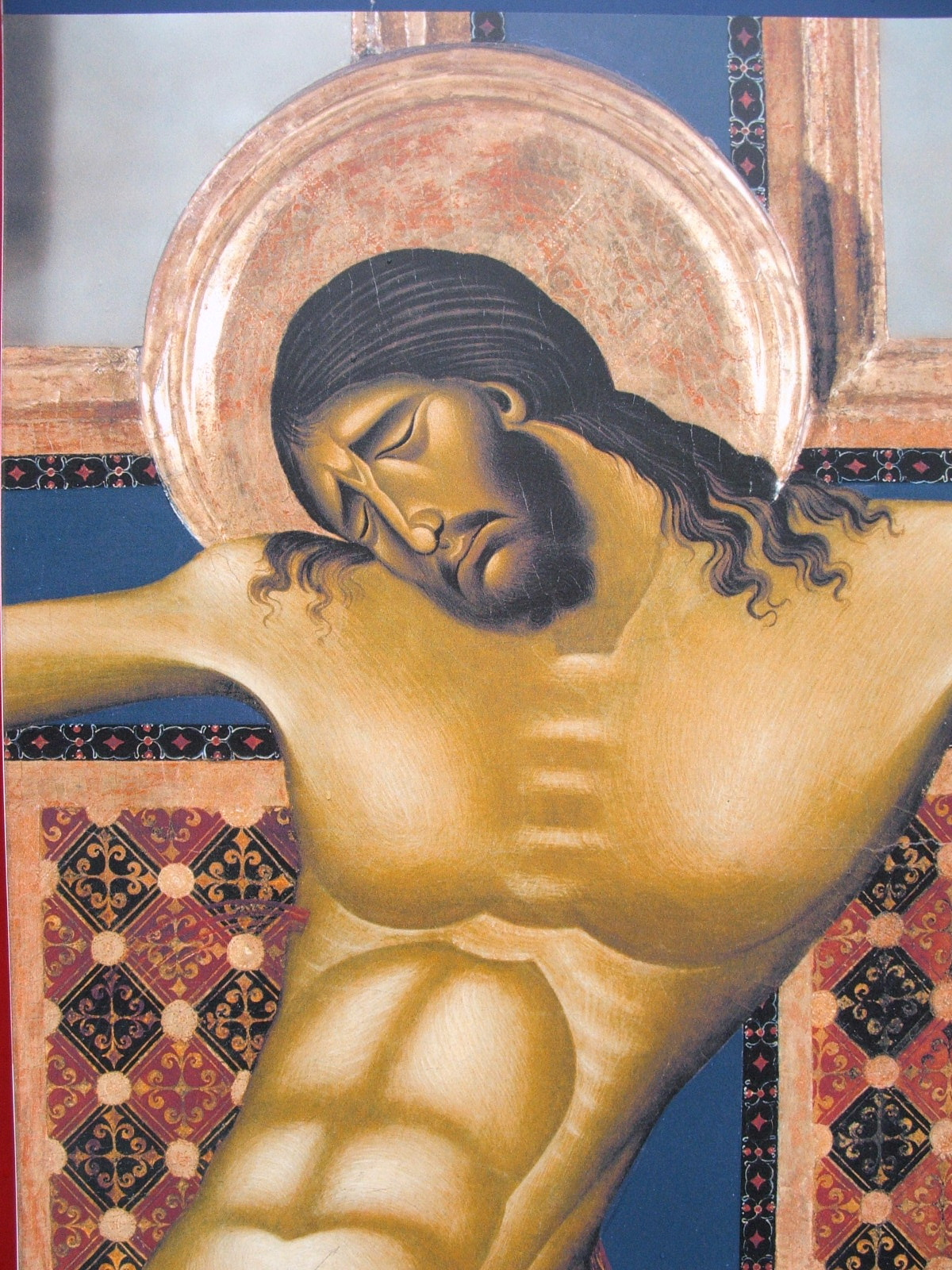
契马布埃的十字架（细节）